# Robert Adair (politikus)
Sir Robert Adair (1763. május 24. – London, 1855. október 3.) angol államférfi.

## Élete
Charles James Fox angol államférfi és képviselő rokona volt, aki őt 1806-ban követnek küldte a bécsi udvarhoz. 1808–11 között konstantinápolyi követ volt, és megkötötte az úgynevezett Dardanellák békéjét 1809-ben. Mint brüsszeli követ 1830-ban az új belgiumi királyság érdekében működött. Tevékenységéről részben maga ad számot a Historical memoir of a mission to the court of Vienna in 1806 (London, 1844) és The negotiations for the peace of the Dardanelles 1808-1809 (London, 1845, 2. kötet) című műveiben. A titkos tanács tagja volt.